# Вероника остропильчатая
Веро́ника остропи́льчатая (лат. Veronica argute-serrata) — однолетнее травянистое растение, вид рода Вероника (Veronica) семейства Подорожниковые (Plantaginaceae).

## Ботаническое описание
Растения высотой 5—25 см, покрытые простыми, отстоящими, длинными волосками. Корни тонкие. Стебли прямостоячие.
Листья цельные, на коротких черешках. Нижние супротивные, изредка очерёдные, клиновидно-ланцетные до яйцевидных, длиной 15—25 (до 40) мм, шириной 8—12 мм, острые, по краю остро иногда почти вырезано и тонко пильчато-зубчатые. Прицветные — иногда сходны со стеблевыми.
Соцветия негустые, кистевидные; цветки на пазушных, нитевидных цветоножках, почти равных или превышающих прицветники. Чашечка почти до основания четырёхраздельная; её доли при цветении широкоэллиптические или продолговато-ланцетные, длиной 7—11 мм, цельнокрайные, коротко заострённые, большей частью с тремя жилками; венчик длиной 3—4 мм, бледно-голубой.
Коробочка сплюснутая, с острой глубокой выемкой, густо волосистая; лопасти яйцевидные, прямостоячие, вдвое превышают столбик; гнёзда коробочки часто с тремя семенами. Семена яйцевидно-продолговатые, с одной стороны вогнутые, ладьевидные, на спинке выпуклые, почти гладкие или неясно мелко волосистые.
Цветёт в марте — июне.

## Распространение и экология
Азия: восточная часть Турции, Иран (северо-западная часть, Галян, Хорасан), Афганистан, Китай (Кашгария, Джунгария); территория бывшего СССР: Южное Закавказье (район Ахалцихе, окрестности Еревана, долина реки Занги, Нахичеванская Республика), Копетдаг, Памиро-Алай, Тянь-Шань (на востоке до Заилийского Алатау, в Южном и Восточном Тянь-Шане редко), отдельные местонахождения в пустынях Средней Азии (устье Зеравшана, Арысь).
Произрастает в предгорьях и горах, на степных склонах до верхней границы леса, иногда около пятен снега, на высоте 1500—3000 м над уровнем моря. Входит в состав эфемеровых группировок.

## Таксономия
Вид Вероника остропильчатая входит в род Вероника (Veronica) семейства Подорожниковые (Plantaginaceae) порядка Ясноткоцветные (Lamiales).
|  |                                      |  |                                                             |                                                             |                          |  | ещё 21 семейство (согласно Системе APG II) | ещё 21 семейство (согласно Системе APG II) |                             |  |  |  | ещё от 300 до 500 видов |
|  |                                      |  |                                                             |                                                             |                          |  | ещё 21 семейство (согласно Системе APG II) | ещё 21 семейство (согласно Системе APG II) |                             |  |  |  | ещё от 300 до 500 видов |
|  |                                      |  |                                                             | порядок Ясноткоцветные                                      |                          |  |                                            |                                            | род Вероника                |  |  |  |                         |
|  |                                      |  |                                                             | порядок Ясноткоцветные                                      |                          |  |                                            |                                            | род Вероника                |  |  |  |                         |
|  | отдел Цветковые, или Покрытосеменные |  |                                                             |                                                             | семейство Подорожниковые |  |                                            |                                            | вид Вероника остропильчатая |  |  |  |                         |
|  | отдел Цветковые, или Покрытосеменные |  |                                                             |                                                             | семейство Подорожниковые |  |                                            |                                            |                             |  |  |  |                         |
|  |                                      |  | ещё 44 порядка цветковых растений (согласно Системе APG II) | ещё 44 порядка цветковых растений (согласно Системе APG II) |                          |  |                                            | ещё 90 родов                               | ещё 90 родов                |  |  |  |                         |
|  |                                      |  |                                                             | ещё 44 порядка цветковых растений (согласно Системе APG II) |                          |  |                                            |                                            | ещё 90 родов                |  |  |  |                         |